# Mau Escarpment
Mau Escarpment är en klint i Kenya.   Den ligger i länet Nakuru, i den sydvästra delen av landet, 110 km nordväst om huvudstaden Nairobi. Mau Escarpment ligger 2 891 meter över havet. I klinten ligger Twilight Cave med stenålderslämningar. Där har bland annat 40 000 år gamla pärlband av strutsägg hittats, vilket tillhör de äldsta kända smyckena .
Terrängen runt Mau Escarpment är lite bergig. Runt Mau Escarpment är det ganska tätbefolkat, med 120 invånare per kvadratkilometer. Omgivningarna runt Mau Escarpment är en mosaik av jordbruksmark och naturlig växtlighet.